# Équipe de Tunisie de volley-ball en 2008
L'équipe de Tunisie de volley-ball échoue à Durban en demi-finale du tournoi qualificatif aux jeux olympiques du Pékin face à l'Algérie. En juillet, l'équipe prend la troisième place à la coupe du président du Kazakhstan sous la houlette de son nouvel entraîneur Veljko Basić. De retour à Tunis, et pour la troisième année consécutive, elle dispute une longue série de matchs amicaux face à l'Australie. En décembre, l'équipe ne réussit pas à conserver son titre arabe malgré sa victoire nette en dernier match contre l'équipe hôte du Bahreïn qui décroche la première position grâce au ratio de points.

## Les matchs des Seniors
| Date             | Lieu                                         | Adversaire          | Score                               | Durée | Compétition | Meilleur marqueur | Référence |
| 3 février 2007   | Tongaat Hall Durban                          | Maroc               | 3-0 (25-18 25-20 25-16)             | -     | TQJOPT      | -                 |           |
| 4 février 2008   | Tongaat Hall Durban                          | Égypte              | 2-3 (25-27 27-29 25-20 25-23 14-16) | -     | TQJOPT      | -                 |           |
| 5 février 2008   | Tongaat Hall Durban                          | Mozambique          | 3-0 (25-13 25-09 25-12)             | -     | TQJOPT      | -                 |           |
| 7 février 2008   | Tongaat Hall Durban                          | Gabon               | 3-0 (25-15 25-15 25-15)             | -     | TQJOPT      | -                 |           |
| 8 février 2008   | Tongaat Hall Durban                          | Algérie             | 2-3 (25-22 22-25 22-25 25-20 08-15) |       | TQJODF      | -                 |           |
| 9 février 2008   | Tongaat Hall Durban                          | Cameroun            | 2-3 (25-20 25-22 18-25 22-25 14-16) | -     | TQJOMdc     | -                 |           |
| 8 juillet 2008   | Baluan Sholak Sports Palace Almaty           | Iran                | 3-1 (25-22 23-25 25-21 25-16)       | -     | CPK         | -                 |           |
| 9 juillet 2008   | Baluan Sholak Sports Palace Almaty           | Kazakhstan          | 3-2 (25-20 25-21 21-25 20-25 15-10) | -     | CPK         | -                 |           |
| 10 juillet 2008  | Baluan Sholak Sports Palace Almaty           | Pakistan            | 3-0 (25-23 25-22 25-16)             | -     | CPK         | -                 |           |
| 11 juillet 2008  | Baluan Sholak Sports Palace Almaty           | Estonie             | 1-3 (18-25 15-25 25-23 19-25)       | -     | CPK         | -                 |           |
| 12 juillet 2008  | Baluan Sholak Sports Palace Almaty           | Lokomotiv-Izoumroud | 0-3                                 | -     | CPK         | -                 |           |
| 20 juillet 2008  | Tunis                                        | Australie           | 1-2 (30-27 22-30 22-30)             | -     | A           | -                 | AVF       |
| 21 juillet 2008  | Tunis                                        | Australie           | 1-2 (30-26 23-30 19-30)             | -     | A           | -                 | AVF       |
| 23 juillet 2008  | Tunis                                        | Australie           | 2-3 (15-25 27-25 25-22 22-25 09-15) | -     | A           | -                 | AVF       |
| 24 juillet 2008  | Tunis                                        | Australie           | 3-0 (25-21 25-17 25-21)             | -     | A           | -                 | AVF       |
| 2 décembre 2008  | Salle Robert-Grenon Tours                    | Tours Volley-Ball   | 0-3 (15-25 18-25 18-25)             | -     | A           | -                 | guide37   |
| 3 décembre 2008  | Salle Colette-Besson Rennes                  | Rennes Volley 35    |                                     | -     | A           | -                 |           |
| 4 décembre 2008  | Saint-Brieuc                                 | Saint-Brieuc CAVB   |                                     | -     | A           | -                 |           |
| 18 décembre 2008 | Salle du centre des jeunes de Juffair Manama | Oman                | 3-2 (25-20 25-15 24-26 18-25 16-14) | -     | CA          | -                 |           |
| 19 décembre 2008 | Salle du centre des jeunes de Juffair Manama | Algérie             | 2-3 (23-25 15-25 25-19 28-26 12-15) | -     | CA          | -                 |           |
| 20 décembre 2008 | Salle du centre des jeunes de Juffair Manama | Qatar               | 3-0 (25-19 25-20 25-23)             | -     | CA          | -                 |           |
| 22 décembre 2008 | Salle du centre des jeunes de Juffair Manama | Émirats arabes unis | 3-0 (25-16 25-23 25-14)             | -     | CA          | -                 |           |
| 23 décembre 2008 | Salle du centre des jeunes de Juffair Manama | Bahreïn             | 3-0 (25-22 26-24 25-21)             | -     | CA          | -                 |           |

A : match amical.
TQJO : match du tournoi qualificatif aux jeux olympiques 2008.
CPK: match du Coupe du président du Kazakhstan.
CA : match du Championnat arabe 2008
PTPremier tour
MdcMatch de classement

## Équipe des moins 21 ans

### Les matchs
| Date         | Lieu                                 | Adversaire     | Score                               | Durée  | Compétition | Meilleur marqueur | Référence |
| 24 août 2008 | Salle de Sidi Bou Saïd Sidi Bou Saïd | Afrique du Sud | 3-0 (25-19 25-22 25-19)             | 1 h 9  | CHANPT      | -                 |           |
| 25 août 2008 | Salle de Sidi Bou Saïd Sidi Bou Saïd | Cameroun       | 3-0 (25-09 25-17 25-08)             | 1 h 0  | CHANPT      | -                 |           |
| 28 août 2008 | Salle de Sidi Bou Saïd Sidi Bou Saïd | Algérie        | 3-0 (25-15 25-09 25-13)             | 1 h 0  | CHANPT      | -                 |           |
| 30 août 2008 | Salle de Sidi Bou Saïd Sidi Bou Saïd | Maroc          | 3-2 (20-25 25-21 21-25 25-17 15-07) | 1 h 44 | CHANDF      | -                 |           |
| 8 mars 2008  | Salle de Sidi Bou Saïd Sidi Bou Saïd | Égypte         | 3-0 (25-18 25-22 25-13)             | 1 h 6  | CHANF       | -                 |           |

CHAN: match du Championnat d'Afrique des moins de 21 ans 2008.
PTPremier tour
DFDemi-finale
FFinale

### Sélection pour leChampionnat d'Afrique des moins de 21 ans2008
Bahri Ben Messaoud, Aymen Karoui, Marouane M'rabet, Ibrahim Besbes, Skander Ben Mansour, Hamza Rezgui, Ismail Moalla, Ahmed Kadhi, Hamza Nagga, Rami Bennour, Elyes Karamosly, Chokri Jouini. Entraîneur : Hédi Karray

## Équipe des moins 19 ans
L'équipe de Tunisie des moins 19 ans se distingue au Caire et remporte le titre africain après quatre victoires en autant de matchs. Ainsi, elle se qualifie pour le championnat du monde 2009 en Italie.

### Les matchs
| Date             | Lieu                         | Adversaire | Score                               | Durée  | Compétition | Meilleur marqueur | Référence |
| 21 décembre 2008 | Salle de Sidi Bou Saïd Caire | Algérie    | 3-1 (22-25 25-10 25-22 25-20 25-20) | 1 h 40 | CHAN        | -                 |           |
| 23 décembre 2008 | Salle de Sidi Bou Saïd Caire | Égypte     | 3-0 (25-17 25-15 25-20)             | -      | CHAN        | -                 |           |
| 24 décembre 2008 | Salle de Sidi Bou Saïd Caire | Burundi    | 3-0 (25-23 25-19 25-13)             | -      | CHAN        | -                 |           |
| 25 décembre 2008 | Salle de Sidi Bou Saïd Caire | Libye      | 3-0 (25-08 25-18 25-07)             | -      | CHAN        | -                 |           |

CHAN: match du Championnat d'Afrique des moins de 19 ans 2008.

### Sélection pour leChampionnat d'Afrique des moins de 19 ans2008
Saddem Hmissi, Mahdi Sammoud, Mohamed Ayech, Ibrahim Besbes, Mohamed Arbi Ben Abdallah, Mohamed Ali Ben Othmen Miladi, Bahri Ben Messaoud, Ali Ben Abdallah, Racem Siala, Khalil Bouazizi, Sadam Ben Daoud, Hatem Obba. Entraîneur : Lotfi Ben Slimane